# 教信寺 (加古川市)
教信寺（きょうしんじ）は、沙弥教信の遺跡寺院である。山号は念仏山である。播州薬師霊場の8番札所である。伽藍境内地は加古川市郡指定で、わがまち加古川70選に選ばれている。

## 縁起
教信寺は称名念仏の創始者である教信によって開基された。教信は、興福寺の僧であったが、奈良の貴族仏教に満足できず、各地を放浪し、現在の加古川市野口町にあった賀古駅家（かこのうまや）の北辺に庵を建て、ここを永住の地とした。阿弥陀仏の称名に明け暮れると共に、西国街道の旅人の荷物運び、農耕の手伝い、駅ヶ池の造成など行った。教信の入寂後、遺言により亡骸は野に置かれた。体は鳥獣に食われていたが、首から上は無傷の状態であった。その説話を今に伝えるよう教信の頭像である沙弥教信上人頭像が作成され、開山堂の本尊とされている。
室町時代には堂宇13僧坊48を数える大伽藍（寺伝）になっていたが、戦国時代、毛利勢と羽柴秀吉勢との激戦の地となった。1578年（天正6年）春に兵火により全焼し、1642年（寛永19年）現在の寺領の姿にまで復興した。幕末期に、再び本堂を焼失したが、1880年（明治13年）書写山円教寺の念仏道場を移築し、現本堂とした。中世から江戸幕末まで浄土宗西山禅林寺派であったが、明治初期の文明開化による廃仏毀釈や廃藩置県の政策で衰退した仏教寺院から復興するご縁で当山は天台宗に改宗した。教信の家族を守り家族と共に賀古の里に生きた念仏者としての生活は平安時代の『往生十因』などに記述され鎌倉時代の念仏の僧である親鸞や一遍などの生活や信仰に大きな影響を与へたと言われる。『改邪鈔』には親鸞の「常のご持言は」「われは賀古の教信沙弥の定なり」と親しく述べられた、との記述が残され今も真宗信者の参拝が絶えない。また、沙弥との呼び掛けも僧の地位の低さを表すのではなく「非僧非俗」としての念仏僧侶の新たな生き方を標榜する言葉として受け止められている。また、国宝『一遍上人絵巻』には念仏三昧の一遍が随員と共に教信の墓に親しくお参りしたことが描かれて名高い。

## 境内
- 本堂
- 薬師堂
- 開山堂
- 総門
- 山王権現堂
- 教信上人廟
- 阿弥陀石仏
- 鐘楼

## 塔頭
- 法泉院
- 常住院
- 遍照院
- 不動院

## 寺宝
- 沙彌教信頭像- 兵庫県指定文化財（13年3月30日指定）
- 教信上人絵解き軸（上・下　2軸）
- 釈迦涅槃図
- 阿弥陀如来像
- 薬師如来像
- 日光菩薩像
- 月光菩薩像
- 大日如来木像
- 地蔵菩薩像
- 五輪石塔 - 兵庫県指定文化財（昭和51年3月23日指定）
- 二十五菩薩行道面・持ち物・衣装一式
- 巻子本教信証如縁起
- 教信寺境内 -加古川市指定文化財（平成10年1月8日指定）

## 行事
- 1月1日 - 修正会
- 2月15日 - 涅槃会
- 4月8日 - 潅仏会
- 5月15日 - 春季念仏会
- 6月4日 - 山家会
- 8月9日 - 四万六千会
- 8月15日〜8月16日 - 施餓鬼会
- 8月19日 - 観音会
- 9月13日 - 加古郡加古川市仏教会主催戦没追悼会
- 9月13日〜9月15日 - 野口大念仏会
- 11月24日 - 霜月会
- 12月3日 - 成道会兼十夜会
- 12月31日 - 除夜の鐘
- 毎月15日 -  本尊縁日及び開山御命日月参り法要
- 毎月17日 -  観音縁日月参り法要

## 前後の札所
- 播州薬師霊場
7 長光寺 － '8 教信寺' － 9 鶴林寺

## アクセス
所在地
兵庫県加古川市野口町野口465番地
交通アクセス
神姫バス｢野口｣

## ギャラリー

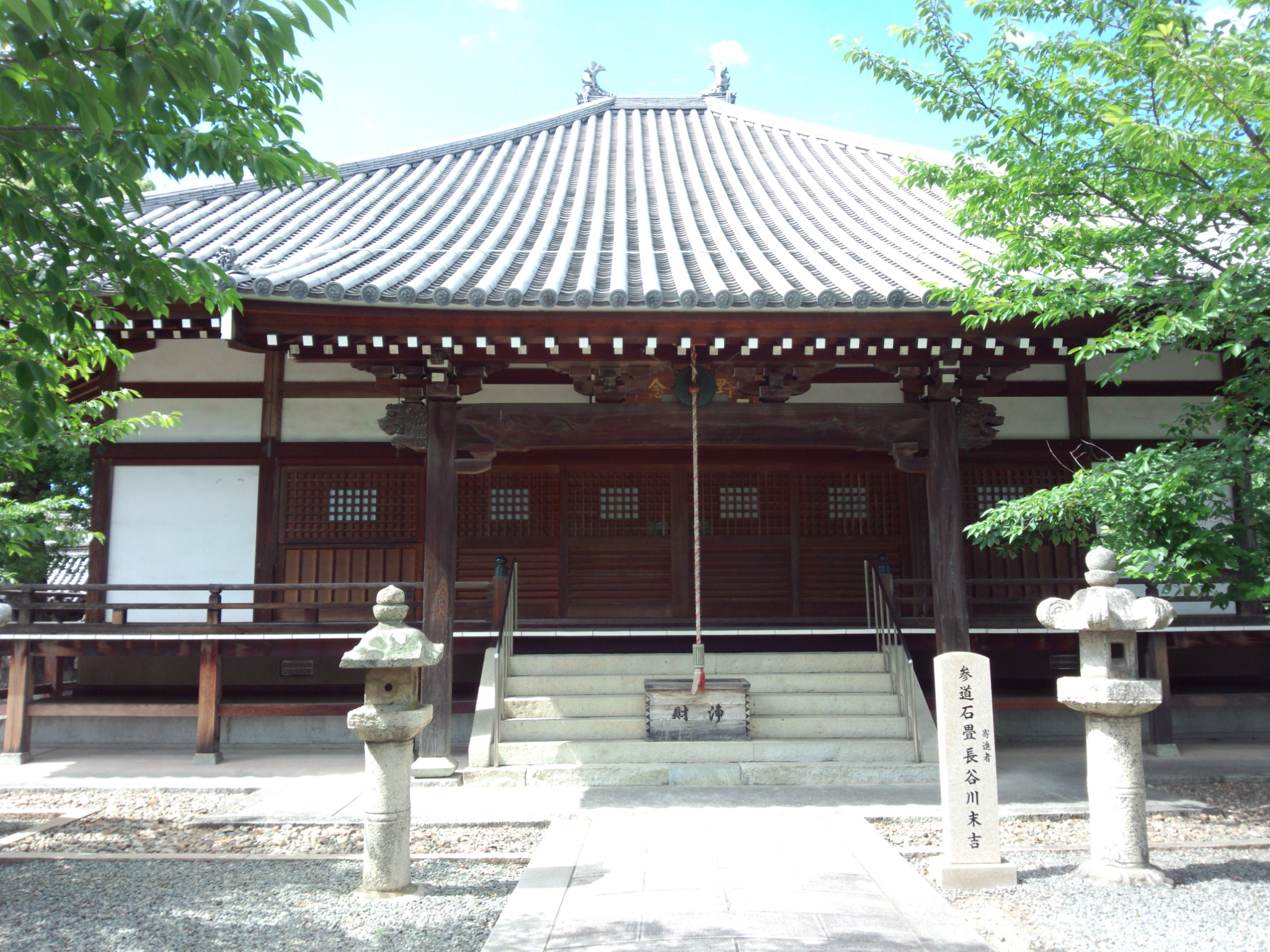
本堂
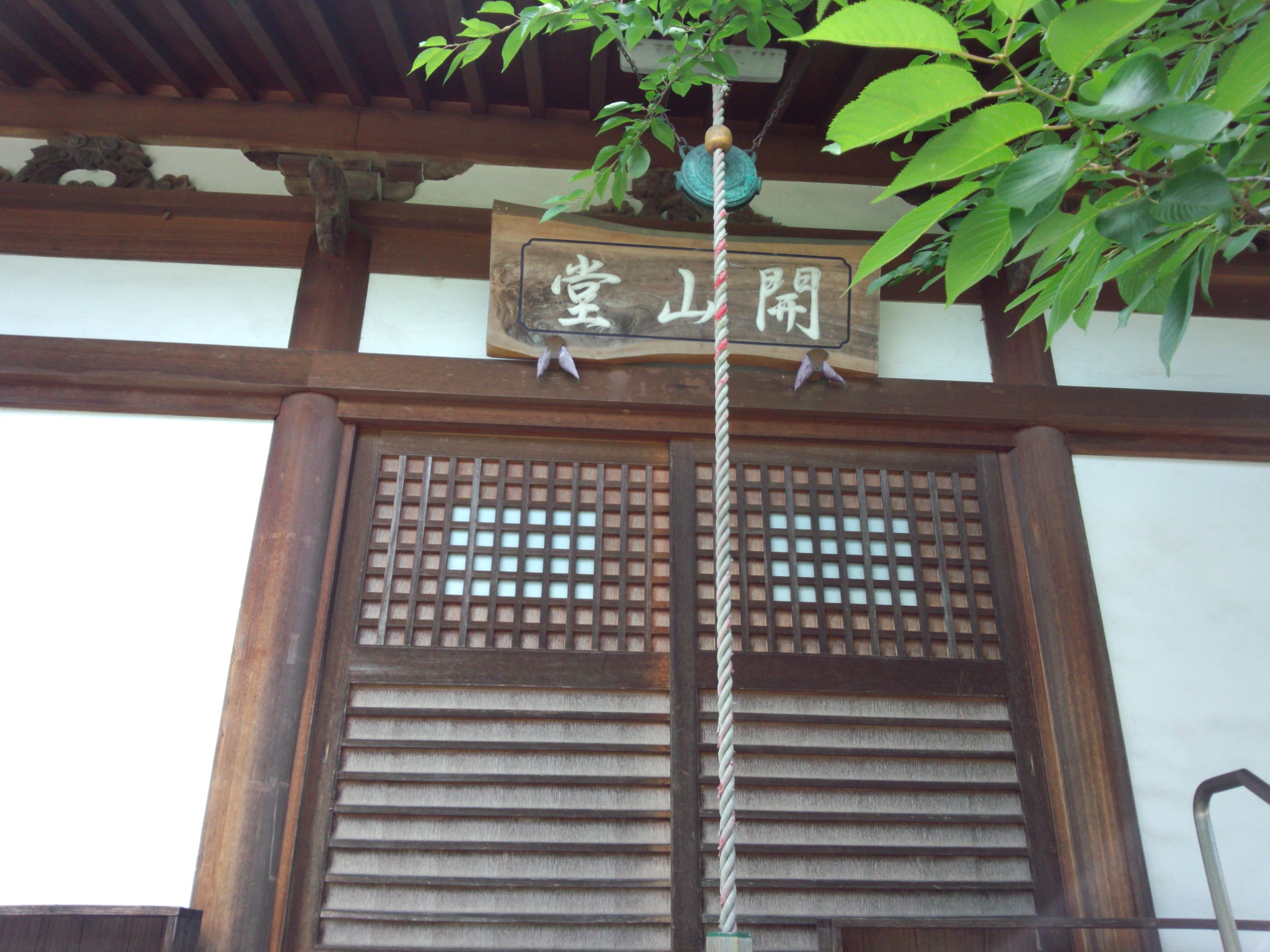
開山堂
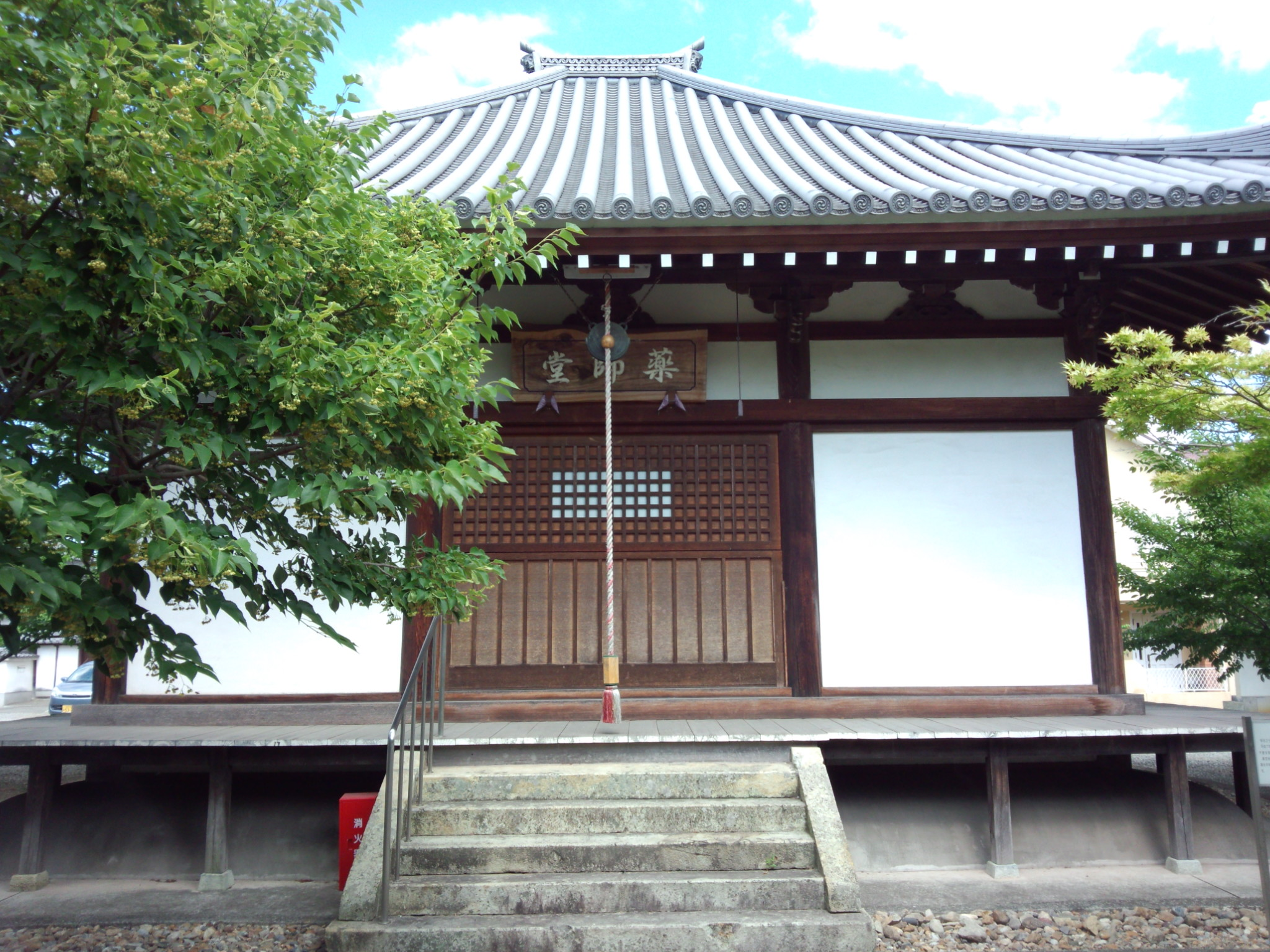
薬師堂
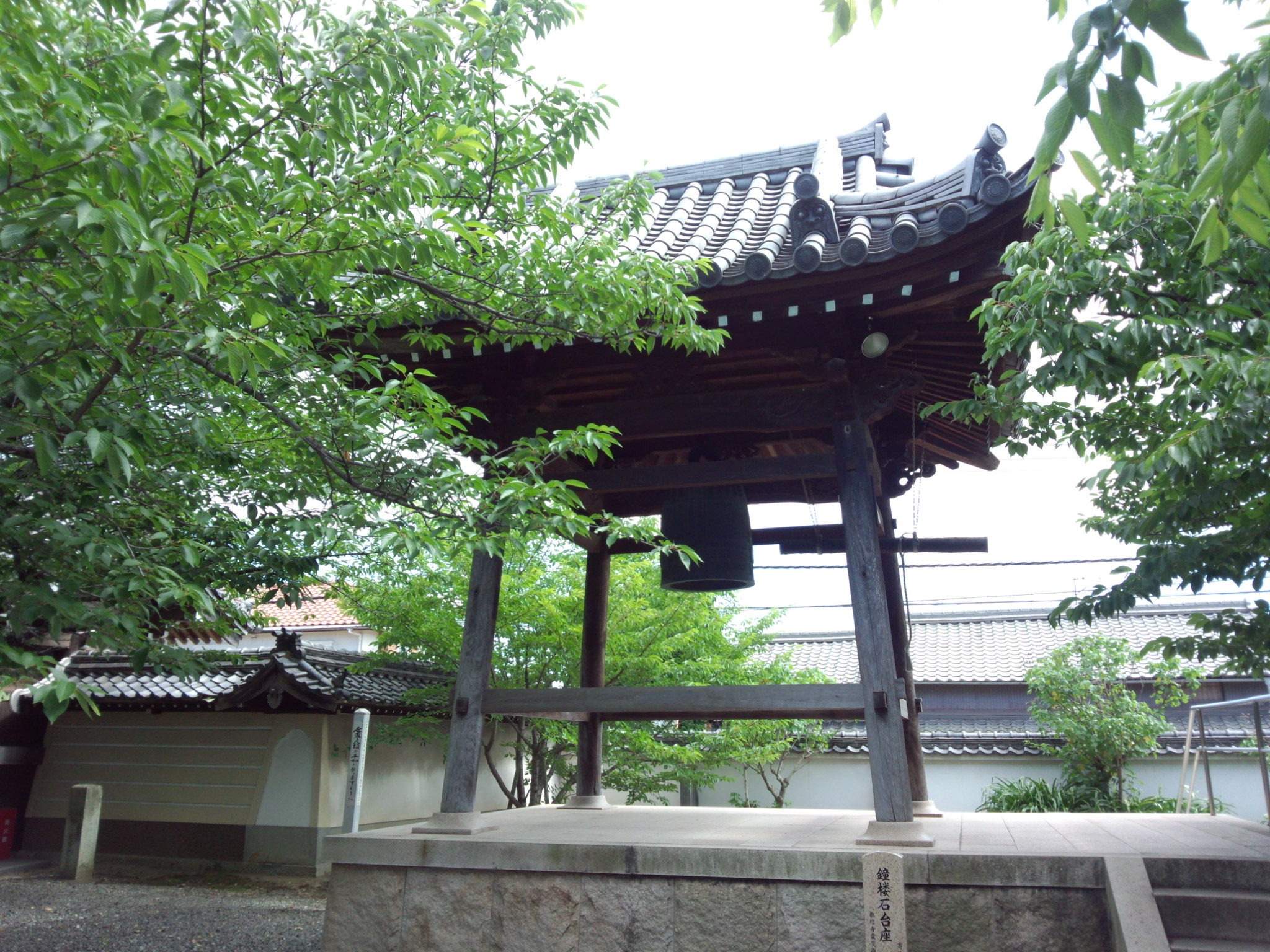
鐘楼
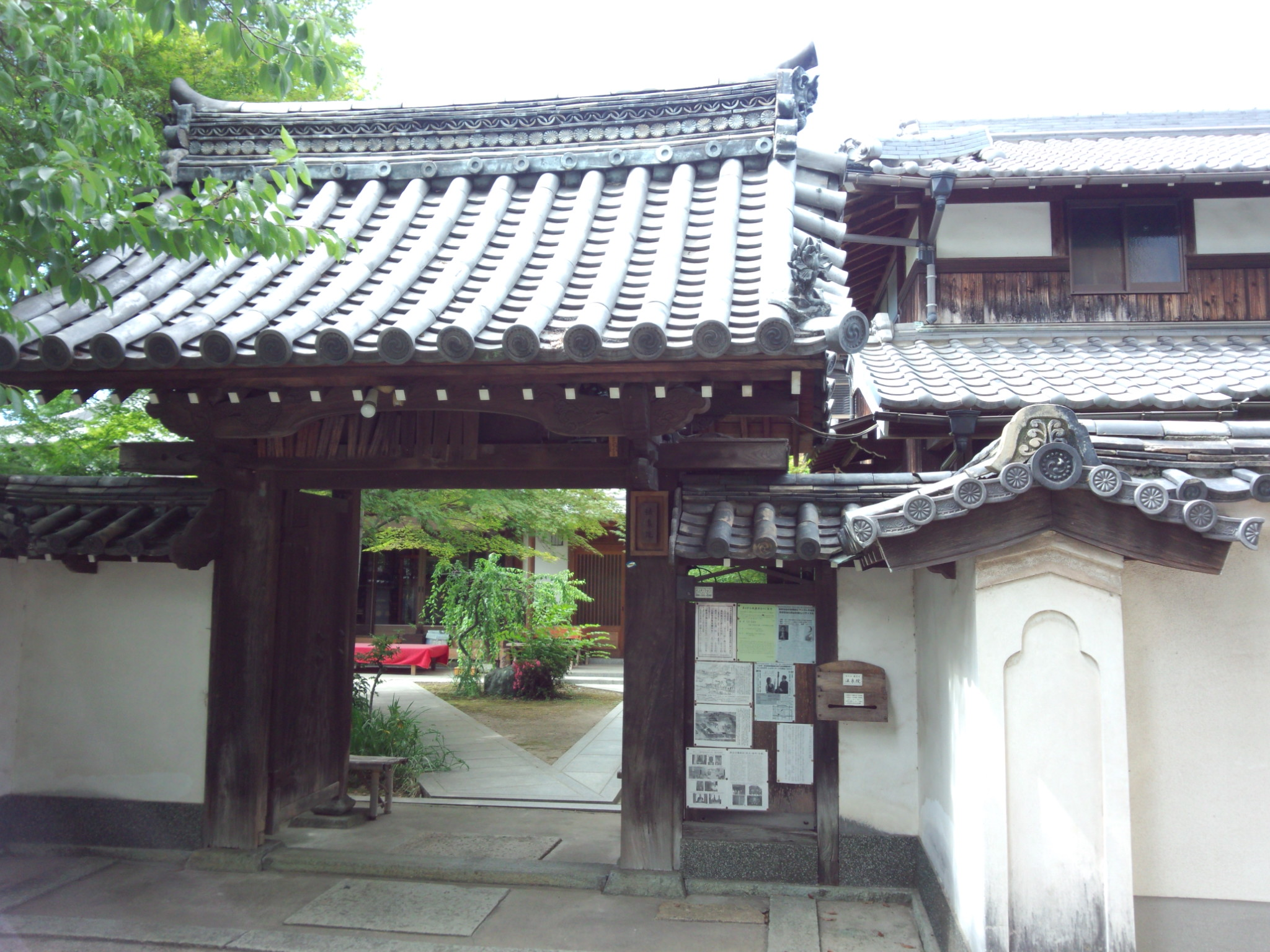
法泉院
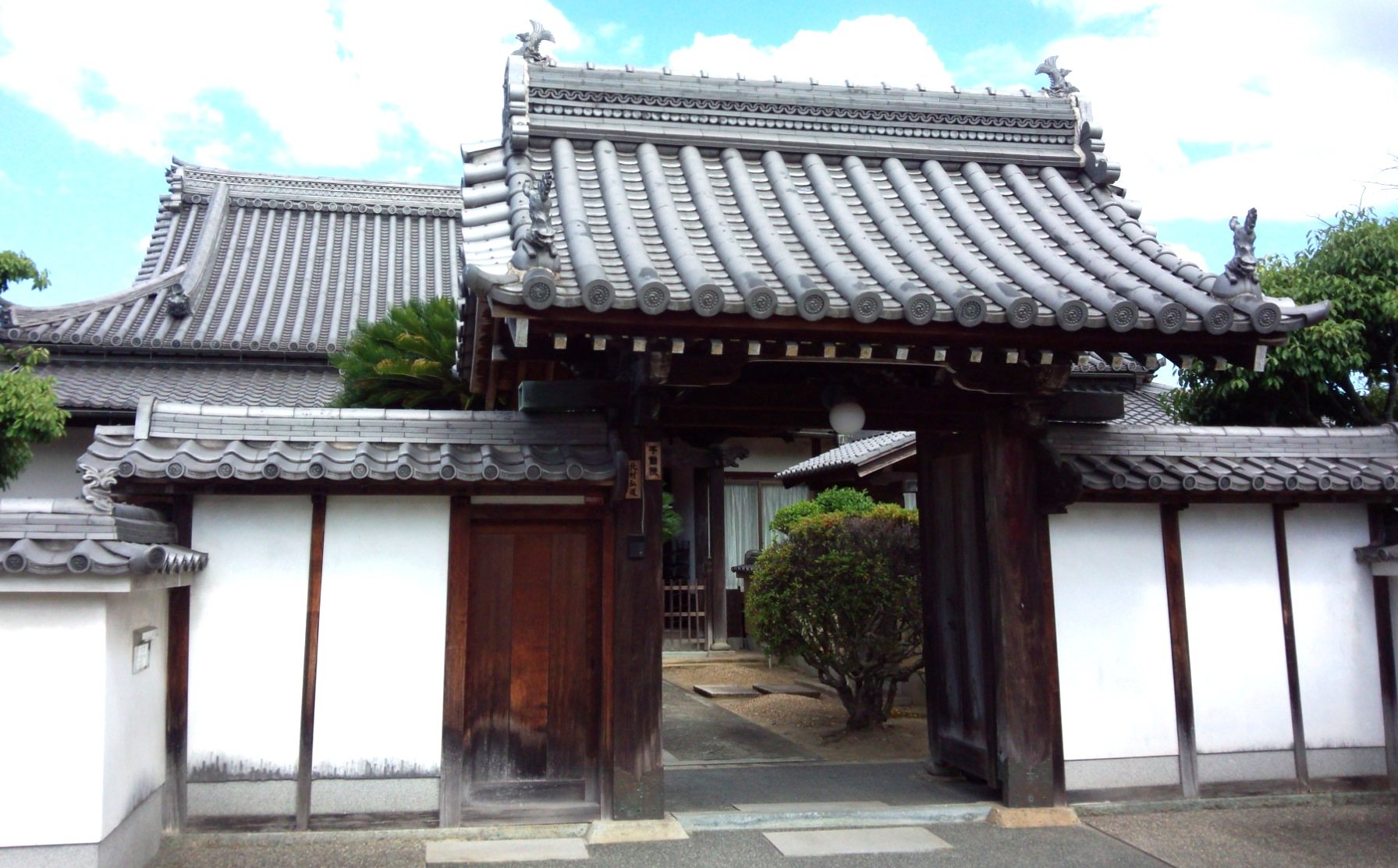
不動院
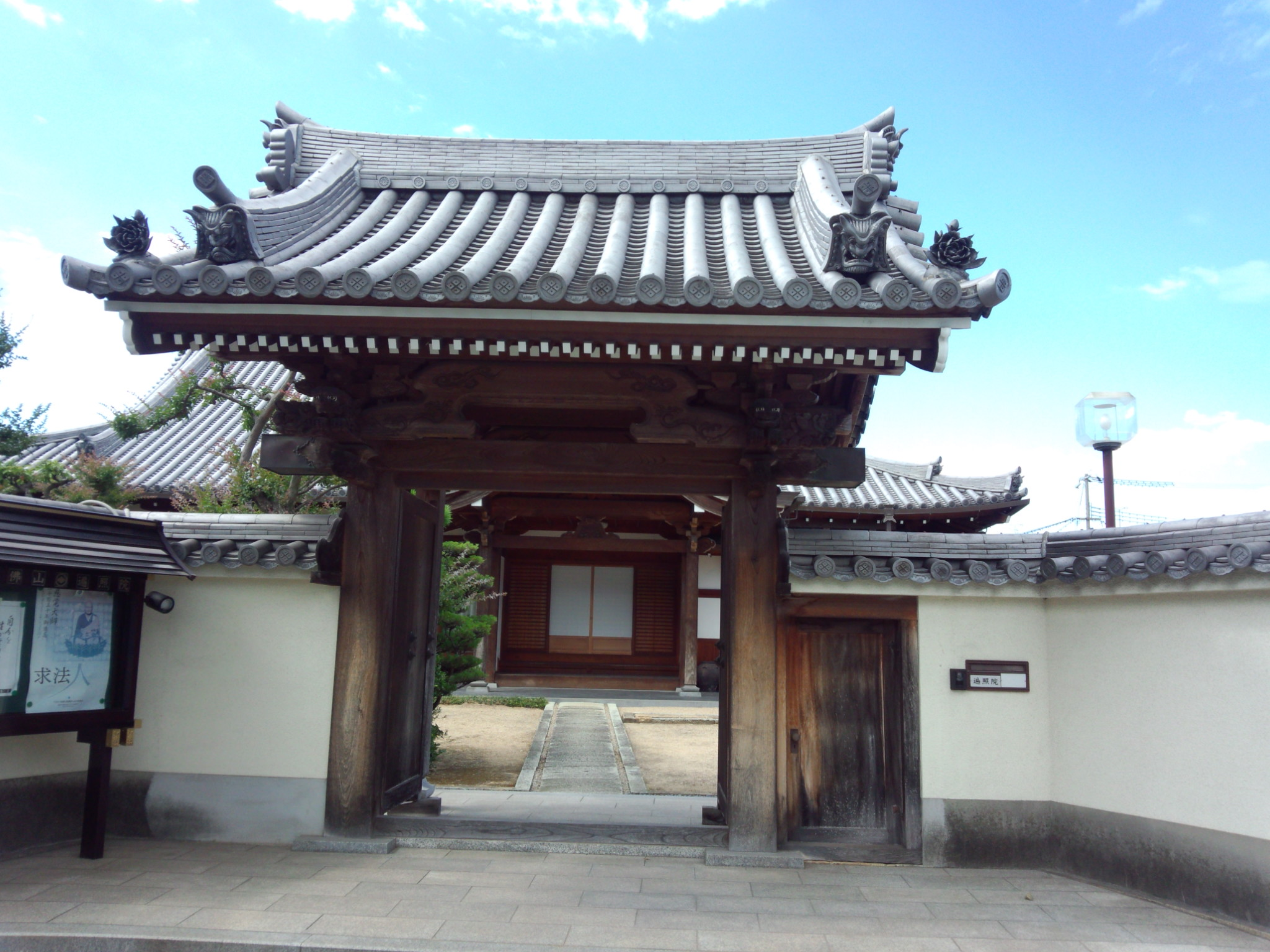
遍照院
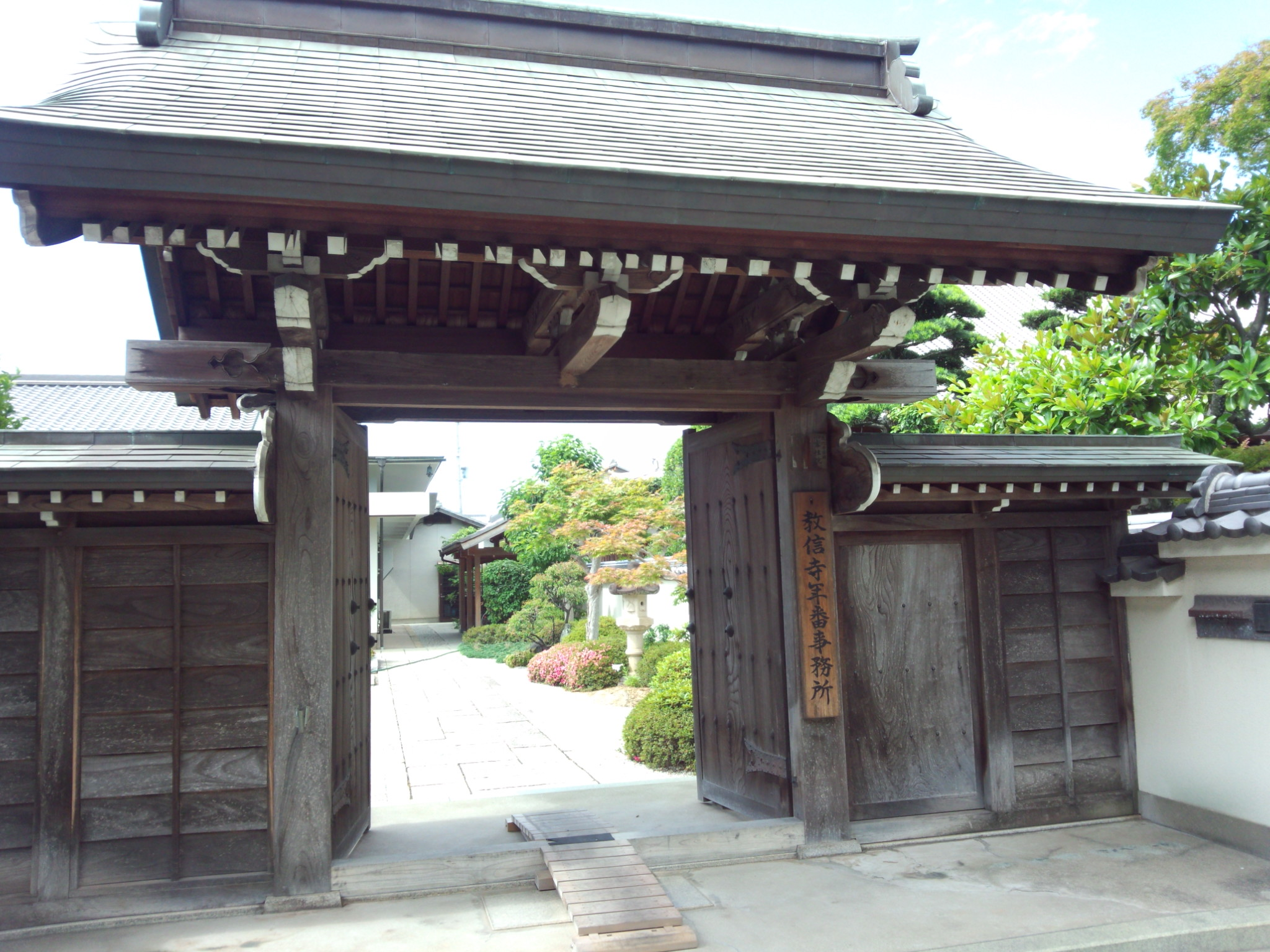
常住院